# الاحجار (المزاحن)

تعديل مصدري - تعديل

الاحجار محلة تابعة لقرية غرابة، التابعة لعزلة المزاحن بمديرية فرع العدين إحدى مديريات محافظة إب في الجمهورية اليمنية، بلغ تعداد سكانها 263 حسب تعداد اليمن لعام 2004.